# Шипко Андрій Федорович
Андрі́й Фе́дорович Шипко́ (рос. Шипко Андрей Федорович; нар. 26 березня 1970, Дніпро) — український політик, нардеп України VII та VIII скликань. Член Партії регіонів (2006—2014), після Євромайдану — позапартійний, член партії Відродження (2015—2019).в.о. директора у Національному інституті раку

## Життєпис
Андрій Шипко народився 26 березня 1970 в Дніпрі. 1987–1993 навчався у Дніпропетровському медичному інституті за спеціальністю педіатрія, отримав кваліфікацію лікар-педіатр.
1993 — 1996 працював лікарем у Дніпропетровській обласній дитячій лікарні.
1996 — 2006 займав керівні посади у господарчих підприємствах.
2004—2007 навчався у Національному юридичному університеті ім. Ярослава Мудрого за спеціальністю правознавство, отримав кваліфікацію юриста.
На виборах 2006 року пройшов до Дніпропетровської облради від Партії регіонів і отримав посаду заступника спікера Юрія Вілкула. Того ж року його двоє молодших братів, Олексій і Олександр Шипко також увійшли до облради.
2006—2012 працював заступником голови Дніпропетровської обласної ради.
З листопада 2012 року народний депутат ВРУ VII скликання (округ № 35).
Депутат ВРУ 7-го та 8-го скликання, обидва рази обраний в одномандатному виборчому окрузі № 35 — Дніпропетровська область (Нікополь, Нікопольський район, Покров).[джерело?] На парламентських виборах 2012 року Андрій Шипко отримав абсолютну підтримку громадян на всіх без виключення дільницях 35-го мажоритарного округу, набравши 43, 51 % голосів.[джерело?]
У складі комітету ВРУ з охорони здоров'я очолив підкомітет з нових медичних технологій та фармацевтичної галузі.[джерело?] Значним був відсоток довіри населення і на позачергових виборах до Парламенту у 2014 році.
За час роботи ВРУ VII скликання став автором 47 законопроєктів. 6 документів стали чинними законодавчими актами України (4 Закони України та 2 Постанови Верховної Ради України).
2014-по теперішній час — Народний депутат України VIII скликання, член Комітету Верховної Ради України з питань охорони здоров'я, керівник групи з міжпарламентських зв'язків з Чорногорією.
За час роботи став автором 159 законопроєктів. 15 документів стали чинними законодавчими актами України
У вересні 2018 року був однім із підписантів листа до патріарха Варфоломія, в якому закликав відкласти надання томосу.
Був одним з 59 депутатів, що підписали подання, на підставі якого Конституційний суд скасував статтю Кримінального кодексу про незаконне збагачення, що зобов'язувала держслужбовців давати пояснення про джерела їх доходів і доходів членів їх сімей. Кримінальну відповідальність за незаконне збагачення в Україні запровадили у 2015 році. Це було однією з вимог ЄС на виконання Плану дій з візової лібералізації, а також одним із зобов'язань України перед МВФ, закріпленим меморандумом.

### Членство в партіях
- 26 березня 2006 — 27 лютого 2014 — Партія регіонів
- 27 лютого 2014 — 5 березня 2015 — група «Економічний розвиток»
- 6 березня 2015 — 17 червня 2015 — група «Відродження»
- 17 червня 2015 — 2019 — партія «Відродження»[7][8]

### Кар'єра
Депутат ВРУ 7-го та 8-го скликання, обидва рази обраний у одномандатному виборчому окрузі № 35 — Дніпропетровська область (Нікополь, Нікопольський район, Покров).
На парламентських виборах 2012 року Андрій Шипко отримав абсолютну підтримку громадян на всіх без виключення дільницях 35-го мажоритарного округу, набравши 43, 51 % голосів.
Один зі 148 депутатів ВРУ, які підписали звернення до Сейму Польщі з проханням визнати геноцидом поляків події національно-визвольної війни України 1942—1944 років. Цей крок перший Президент України Леонід Кравчук кваліфікував як національну зраду.
16 січня 2014 року голосував за «Закони про диктатуру».
У складі комітету ВРУ з охорони здоров'я очолив підкомітет з нових медичних технологій та фармацевтичної галузі.[джерело?]

## Родина
- одружений,
- сини: Володимир (*1995), Іван (*2002),
- дочка Марія (*2010)

## Інша діяльність
За сприяння Шипка в Нікополі встановлено томограф та мамограф.

## Державні нагороди
- Орден «За заслуги» II ст. (2013) — «за значний особистий внесок у соціально-економічний, науково-технічний, культурно-освітній розвиток Української держави, вагомі трудові досягнення, багаторічну сумлінну працю»[13].

- Орден «За заслуги» III ст. (2008) — «за вагомий особистий внесок у розвиток місцевого самоврядування, багаторічну сумлінну працю і високий професіоналізм»[14].

- «Заслужений працівник охорони здоров'я України» (2018) — «за значний особистий внесок у розвиток вітчизняної системи охорони здоров'я, надання кваліфікованої медичної допомоги та високу професійну майстерність»[15]